# Sturpen
De Sturpen is een 2718 meter hoge berg in de Ötztaler Alpen in de Oostenrijkse deelstaat Tirol.
De berg ligt in de Geigenkam, een subgroep van de Ötztaler Alpen, uitreikend boven Trenkwald in de gemeente Sankt Leonhard in het Pitztal. De berg vormt de verlenging van de zuidwestelijke graat van de Hundstalkogel. De top wordt gekenmerkt door rijen met gladde rotsen. Het gipfelkreuz boven op de top is meermaals ten prooi gevallen aan blikseminslag en andere weersinvloeden.
De tocht naar de top is relatief makkelijk vanuit Trenkwald te bewerkstelligen. Deze klim voert via de Hundsbachalm noordwaarts over steile rotsklippen naar de schaarde ten oosten van de top. Een alternatieve tocht loopt vanaf de Moalandlsee (bereikbaar in ongeveer drie uur vanuit Piösmes in het Pitztal) naar de top, maar is moeilijker.